# کوکی (ترانه)
«کوکی» (انگلیسی: Cookie) ترانه‌ای از نیوجینز، گروه دخترانه اهل کره جنوبی است. «کوکی» به عنوان سومین تک‌آهنگ از نخستین آلبوم چندآهنگهٔ گروه به نام نیو جینز در ۱ اوت ۲۰۲۲ توسط ادور منتشر شد.

## جدول‌های موسیقی
| جدول (۲۰۲۲–۲۰۲۳)             | بالاترین جایگاه |
| ---------------------------- | --------------- |
| گلوبال ۲۰۰ (بیلبورد)         | ۱۹۸             |
| ژاپن هیت‌سیکرز (بیلبورد ژاپن) | ۹               |
| سنگاپور (آرآی‌ای‌اس)           | ۱۵              |
| کره جنوبی (بیلبورد)          | ۶               |
| کره جنوبی (گائون)            | ۹               |
| ویتنام (ویتنام هات ۱۰۰)      | ۲۱              |

| جدول (۲۰۲۲)      | بالاترین جایگاه |
| ---------------- | --------------- |
| کره جنوبی (جدول) | ۹               |

| جدول (۲۰۲۲)       | جایگاه |
| ----------------- | ------ |
| کره جنوبی (گائون) | ۸۰     |

| جدول (۲۰۲۳)       | جایگاه |
| ----------------- | ------ |
| کره جنوبی (گائون) | ۵۸     |

## گواهی‌نامه‌ها
| منطقه                                  | گواهی  | واحد گواهی‌شده/فروش |
| استریم                                 | استریم | استریم             |
| -------------------------------------- | ------ | ------------------ |
| ژاپن (آرآی‌ای‌جی)                        | طلا    | ۵۰٬۰۰۰٬۰۰۰         |
| رقم فقط پخش جاری تنها بر پایهٔ گواهی‌ها. |        |                    |

## تاریخچه انتشار
| منطقه | تاریخ      | فرمت                  | ناشر | منابع  |
| ----- | ---------- | --------------------- | ---- | ------ |
| مختلف | ۱ اوت ۲۰۲۲ | دانلود دیجیتال استریم | ادور | [ ۱۱ ] |